# Romuald Rak
Romuald Rak (ur. 29 grudnia 1920 w Brzezince, zm. 24 września 2003 w Katowicach) – polski duchowny katolicki, infułat, autor pieśni, profesor nauk teologicznych, wieloletni profesor Wydziału Teologii Katolickiego Uniwersytetu Lubelskiego.

## Biogram
Rodzicami jego byli Paweł – organista i Franciszka z domu Trybus. Naukę rozpoczął w rodzinnej Brzezince, a kontynuował w Mysłowicach, gdzie w 1938 zdał egzamin dojrzałości. Po maturze wstąpił do Wyższego Śląskiego Seminarium Duchownego w Krakowie. W czasie wojny przerwał studia i trafił do Fuldy, następnie do Salzburga, stamtąd trafił do Wiednia. W końcu znalazł się w Linzu, gdzie 9 lipca 1943 przyjął święcenia prezbiteratu.
Po święceniach był wikariuszem parafii św. Mikołaja w Bielsku, a od 4 grudnia tego roku był wikariuszem parafii św. Marii Magdaleny w Cieszynie. W 1945 pełnił urząd kapelana biskupa Stanisława Adamskiego, a od 1947 był notariuszem Kurii Diecezjalnej i Sądu Biskupiego. W tym samym roku otrzymał tytuł magistra na Wydziale Teologicznym Uniwersytetu Jagiellońskiego, gdzie w 1952 uzyskał doktorat. Równocześnie pomagał w duszpasterstwie przy katedrze.
W czasie wygnania biskupów katowickich w latach 1952–1956 był łącznikiem między biskupami a księżmi diecezji katowickiej. W diecezji katowickiej pełnił bardzo wiele funkcji. Był m.in. wicerektorem Wyższego Śląskiego Seminarium Duchownego w Krakowie (w latach 1961–1966), redaktorem naczelnym Śląskich Studiów Historyczno Teologicznych (w latach 1976–1980), członkiem kolegium redakcyjnego (do 1995 roku, wikariuszem biskupim ds. zakonnych (w latach 1992–2000). W latach 1955–1993 prowadził działalność dydaktyczną w Wyższym Śląskim Seminarium Duchownym, wykładając teologię pastoralną i liturgikę. W 1959 rozpoczął pracę dydaktyczną na Katolickim Uniwersytecie Lubelskim, gdzie w 1973 uzyskał stopień naukowy doktora habilitowanego. W 1974 został docentem, a w roku następnym podjął wykłady na Wydziale Teologicznym Akademii Teologii Katolickiej w Warszawie w Warszawie. Był często zapraszany poza granice kraju.
15 maja 2000 jadąc samochodem, niedaleko Cieszyna uległ wypadkowi drogowemu. Pijany kierowca wymusił pierwszeństwo i zajechał mu traktorem drogę. Obrażenia wtedy odniesione były jedną z przyczyn późniejszych jego niedomagań. Od 23 stycznia 2003 przebywał w Domu Księży Emerytów w Katowicach, gdzie miał zapewnioną opiekę. Zmarł 24 września 2003. Został pochowany na cmentarzu przy ul. Henryka Sienkiewicza w Katowicach.

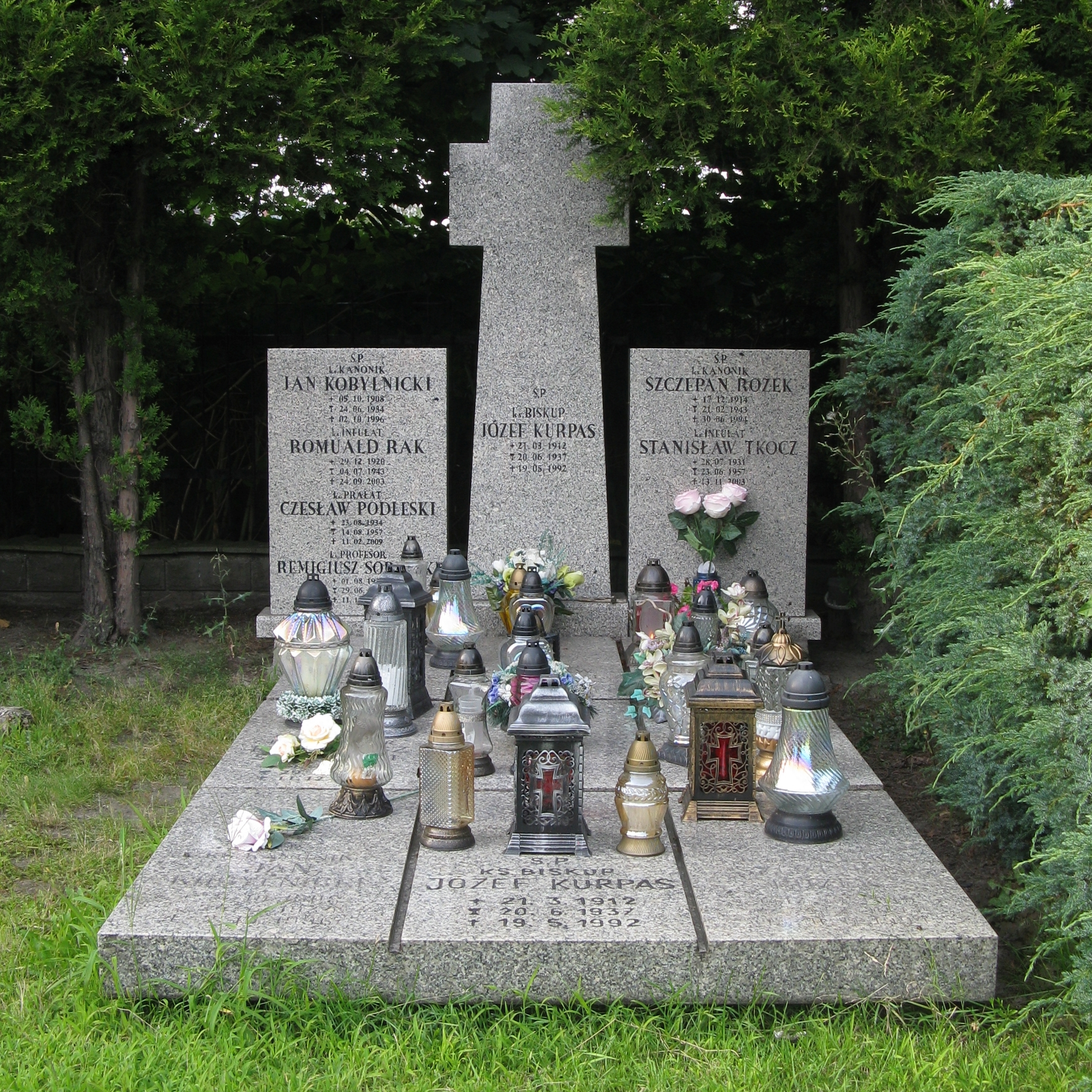
Grób ks. Romualda Raka na cmentarzu przy ul. Sienkiewicza w Katowicach